# Duca Rachid
Duca Rachid, nome artístico de Maria do Carmo Rodrigues Rachid (Mogi das Cruzes, 23 de novembro de 1960), é uma escritora, jornalista e autora de telenovelas brasileira. Formou-se em jornalismo pela Pontifícia Universidade Católica de São Paulo (PUC-SP) e possui dois prêmios Emmy Internacional de Melhor Telenovela: o primeiro conquistado pela autoria da telenovela Joia Rara; e o segundo, pela autoria da telenovela Órfãos da Terra.

## Carreira
Neta de um imigrante libanês natural de Trípoli, Rachid estreou na carreira televisiva em Portugal, onde começou como colaboradora. Foi colaboradora de Walcyr Carrasco em O Cravo e a Rosa e A Padroeira. Em 2005, escreveu junto a Julio Fischer e Alessandro Marson a 5ª temporada do Sítio do Picapau Amarelo, primeira a ser escrita em formato de novela. Adaptou no ano de 2006, ao lado de Thelma Guedes a novela das seis, O Profeta, uma nova versão da telenovela de Ivani Ribeiro.
É autora, junto com Thelma Guedes, das novelas Cama de Gato (2009), Cordel Encantado (2011) e Joia Rara (2013), esta última vencedora do Prêmio Emmy Internacional de melhor telenovela em 2014. Em 2016, supervisiona Manuela Dias (que colaborou em Cordel Encantado e Joia Rara), na minissérie Ligações Perigosas, que contém 10 capítulos e, foi exibida na faixa das 23h.
Em 2019, escreveu Órfãos da Terra, novamente uma novela em parceria com Thelma Guedes, desta vez tendo o tema da imigração do Oriente Médio. Em 2020, ganhou o Emmy de melhor telenovela. Em 2023, Duca escreveu a novela, Amor Perfeito, desta vez em parceria com o autor Júlio Fischer.

## Obras

### Novelas
| Título               | Ano  | Horário | Creditada como | Creditada como | Notas      | Emissora      |
| Título               | Ano  | Horário | Autora         | Colaboradora   | Notas      | Emissora      |
| -------------------- | ---- | ------- | -------------- | -------------- | ---------- | ------------- |
| A Banqueira do Povo  | 1993 | -       |                | Sim            | [ nota 1 ] | RTP1          |
| Tocaia Grande        | 1995 | -       | Sim            |                |            | Rede Manchete |
| Os Ossos do Barão    | 1997 | -       |                | Sim            | [ nota 2 ] | SBT           |
| O Cravo e a Rosa     | 2000 | 18h     |                | Sim            | [ nota 3 ] | TV Globo      |
| A Padroeira          | 2001 | 18h     |                | Sim            | [ nota 3 ] | TV Globo      |
| Coração de Estudante | 2002 | 18h     |                | Sim            | [ nota 4 ] | TV Globo      |
| O Profeta            | 2006 | 18h     | Sim            |                | [ nota 5 ] | TV Globo      |
| Cama de Gato         | 2009 | 18h     | Sim            |                | [ nota 5 ] | TV Globo      |
| Cordel Encantado     | 2011 | 18h     | Sim            |                | [ nota 5 ] | TV Globo      |
| Joia Rara            | 2013 | 18h     | Sim            |                | [ nota 5 ] | TV Globo      |
| Órfãos da Terra      | 2019 | 18h     | Sim            |                | [ nota 5 ] | TV Globo      |
| Amor Perfeito        | 2023 | 18h     | Sim            |                | [ nota 6 ] | TV Globo      |
| A Nobreza Do Amor    | 2026 | 18h     | Sim            |                | [ nota 6 ] | TV Globo      |

### Séries
| Título                   | Ano  | Creditada como | Creditada como       | Notas      | Emissora |
| Título                   | Ano  | Roteirista     | Supervisora de texto | Notas      | Emissora |
| ------------------------ | ---- | -------------- | -------------------- | ---------- | -------- |
| Sítio do Picapau Amarelo | 2005 | Sim            |                      | [ nota 7 ] | TV Globo |
| Ligações Perigosas       | 2016 |                | Sim                  | [ nota 8 ] | TV Globo |

## Prêmios e indicações
| Ano  | Premiação                        | Categoria                    | Trabalho         | Resultado | Ref.          |
| ---- | -------------------------------- | ---------------------------- | ---------------- | --------- | ------------- |
| 2007 | Prêmio Contigo! de TV            | Melhor Novela                | O Profeta        | Indicada  | [ 7 ]         |
| 2007 | Prêmio Contigo! de TV            | Melhor Autor                 | O Profeta        | Indicada  | [ 7 ]         |
| 2010 | Prêmio Contigo! de TV            | Melhor Novela                | Cama de Gato     | Indicada  | [ 8 ]         |
| 2011 | Prêmio Extra de TV               | Melhor Novela                | Cordel Encantado | Venceu    | [ 9 ]         |
| 2011 | Prêmio APCA de Televisão         | Melhor Novela                | Cordel Encantado | Venceu    | [ 10 ]        |
| 2011 | Prêmio Quem de Televisão         | Melhor Autor                 | Cordel Encantado | Venceu    | [ 11 ]        |
| 2012 | Troféu Imprensa                  | Melhor Novela                | Cordel Encantado | Venceu    | [ 12 ]        |
| 2012 | Prêmio Contigo! de TV            | Melhor Novela                | Cordel Encantado | Venceu    | [ 13 ]        |
| 2012 | Prêmio Contigo! de TV            | Melhor Autor de Novela       | Cordel Encantado | Indicada  | [ 14 ]        |
| 2013 | Prêmio Quem de Televisão         | Melhor Autor                 | Joia Rara        | Indicada  | [ 15 ]        |
| 2014 | Troféu Internet                  | Melhor Novela                | Joia Rara        | Indicada  | [ 16 ]        |
| 2014 | Prêmio Contigo! de TV            | Novela do Ano                | Joia Rara        | Indicada  | [ 17 ]        |
| 2014 | Prêmio Extra de Televisão        | Melhor Novela                | Joia Rara        | Indicada  | [ 18 ]        |
| 2014 | Emmy Internacional               | Melhor Telenovela            | Joia Rara        | Venceu    | [ 19 ]        |
| 2019 | Rose d'Or                        | Melhor Telenovela            | Órfãos da Terra  | Venceu    | [ 20 ] [ 21 ] |
| 2019 | Prêmio APCA de Televisão         | Melhor Novela                | Órfãos da Terra  | Indicada  | [ 22 ]        |
| 2020 | Seoul International Drama Awards | Grand Prize                  | Órfãos da Terra  | Venceu    | [ 23 ]        |
| 2020 | Emmy Internacional               | Melhor Telenovela            | Órfãos da Terra  | Venceu    | [ 24 ]        |
| 2023 | Prêmio Noticiasdetv.com          | Melhor Novela                | Amor Perfeito    | Venceu    | [ 25 ]        |
| 2023 | Melhores do Ano NaTelinha        | Melhor Novela                | Amor Perfeito    | Venceu    | [ 26 ]        |
| 2023 | Prêmio ArteBlitz de Novela       | Melhor Novela (voto popular) | Amor Perfeito    | Venceu    | [ 27 ]        |
| 2023 | Splash Awards                    | Melhor Novela (TV/Streaming) | Amor Perfeito    | Indicado  | [ 28 ]        |
| 2023 | Prêmio TVPedia Brasil            | Novela                       | Amor Perfeito    | Venceu    | [ 29 ]        |
| 2023 | Prêmio Área VIP                  | Melhor Novela                | Amor Perfeito    | Indicado  | [ 30 ]        |
| 2023 | Melhores do Ano - Duh Secco      | Novela                       | Amor Perfeito    | Venceu    | [ 31 ]        |
| 2023 | Prêmio APCA de Televisão         | Melhor Novela                | Amor Perfeito    | Indicada  | [ 22 ]        |